# Jan Hubertus Philippus de Wilde
Jan Hubertus Philippus de Wilde (Buurmalsen, 9 juli 1910 - 's-Gravenhage, 27 april 1992) was een Nederlands politicus van de VVD.
Hij werd geboren als zoon van Johannes Marinus Cornelis de Wilde (1881-1948, landbouwer) en Adriana Poulina Geense (1877-1963). Na de hbs werd hij in 1928 volontair bij de gemeente Overschie en rond 1935 ging hij werken voor de gemeente Klaaswaal. In de vooroorlogse periode was hij naast zijn werk bestuurslid en later voorzitter van de Rotterdamse afdeling van de Bond van Jong-Liberalen. De Wilde maakte in 1939 de overstap naar de gemeentesecretarie van Mijnsheerenland en Westmaas waar het het bracht tot eerste ambtenaar en gemeente-ontvanger. Vanaf 1965 was De Wilde de burgemeester van de Zeeuws-Vlaams gemeente Zuidzande maar in 1970 ging die gemeente op in de gemeente Oostburg waarmee zijn functie kwam te vervallen.
De Wilde overleed, als echtgenoot van K. Eigeman (was enige tijd medewerkster bij het algemeen secretariaat van de VVD), op 81-jarige leeftijd.